# Closterus jordani
Closterus jordani là một loài bọ cánh cứng trong họ Cerambycidae.